# Boviken
Boviken är en tätort (före 2023  småort) i Skellefteå kommun, Västerbottens län belägen norr om Skellefteå i Skellefteå landsdistrikt (Skellefteå socken). I Boviken finns ett havsbad och en camping. 

## Befolkningsutveckling
| Befolkningsutvecklingen i Boviken 1960–2015                      | Befolkningsutvecklingen i Boviken 1960–2015 | Befolkningsutvecklingen i Boviken 1960–2015 | Befolkningsutvecklingen i Boviken 1960–2015 | Befolkningsutvecklingen i Boviken 1960–2015 |
| ---------------------------------------------------------------- | ------------------------------------------- | ------------------------------------------- | ------------------------------------------- | ------------------------------------------- |
|                                                                  |                                             |                                             |                                             |                                             |
| År                                                               |                                             |                                             | Folkmängd                                   | Areal (ha)                                  |
| 1960                                                             | 1960                                        |                                             | 167                                         | ¤                                           |
| 1990                                                             | 1990                                        |                                             | 169                                         | 37#                                         |
| 1995                                                             | 1995                                        |                                             | 161                                         | 37#                                         |
| 2000                                                             | 2000                                        |                                             | 162                                         | 37#                                         |
| 2005                                                             | 2005                                        |                                             | 174                                         | 41#                                         |
| 2010                                                             | 2010                                        |                                             | 183                                         | 41#                                         |
| 2015                                                             | 2015                                        |                                             | 191                                         | 60#                                         |
| Anm.: ¤ Som tätortsbebyggelse med 150-199 invånare # Som småort. |                                             |                                             |                                             |                                             |